# 1809 dans les chemins de fer
Chronologie des chemins de fer
1808 dans les chemins de fer - 1809 - 1810 dans les chemins de fer

## Évènements

### Mai
- Achèvement de la construction principale du chemin de fer sur le site du phare de Bell Rock au large de la côte écossaise[1].

## Naissances
- 9 mai : Alfred Charles Ernest Franquet de Franqueville, ingénieur français, nommé directeur général des Ponts et chaussées et des chemins de fer le 12 juillet 1955 et membre du comité consultatif des chemins de fer le 10 novembre 1854. Puis lors de « l'affaire des chemins de fer belge » il est le commissaire français[2] († 29 août 1876).
- 4 août : Morton Peto, entrepreneur anglais, ingénieur civil et promoteur ferroviaire et, pendant plus de 20 ans et homme politique, un des principaux entrepreneurs de la construction des chemins de fer en pleine expansion de l'époque. Avec un petit groupe d'autres maîtres constructeurs à Londres, il est crédité en tant que membre fondateur du Chartered Institute of Building en 1834[3] († 13 novembre 1889)